# TOM 4312 Třicítka a Dvojka
TOM 4312 Třicítka a Dvojka je smíšený turistický oddíl mládeže fungující v Ostravě - Porubě. Prošla jím řada významných osobností, např. herečka Zuzana Kajnarová, a je nástupcem oddílu, který založil skautský památník Ivančenu.

## Struktura oddílu
V současnosti fungují oddíly Třicítka a Dvojka ve sloučené podobě jako smíšený oddíl. Má pět družin - Vlky, Vydry, Vlaštovky, Srnky a Tygry, jejichž členové se scházejí na družinových schůzkách. Tyto schůzky vedou starší členové - rádcové - s tím, že na část každé družinovky dorazí také člen vedení. Jedenkrát měsíčně vedení pořádá oddílovou schůzku na které se sejde celý oddíl a vyhlásí se pořadí členů v bodování za uplynulý měsíc.
Pokud dítě přijde do oddílu a splní nováčkovskou zkoušku, stává se členem. Pro členy organizuje vedení, v čele s hlavním vedoucím, oddílové akce. Stalo se tradicí, že nejlepší z členů přecházejí do vedení oddílů, ti nejlepší z vedení pak přebírají funkce hlavních vedoucích. Takto se v čele oddílů vystřídala již řada generací.

## Historie
Historicky šlo o dva paralelně fungující stejnopohlavní oddíly – o chlapeckou Třicítku a Dívčí dvojku.  Oba dva byly založeny v roce 1945. Chlapeckou Třicítku založil 5. června 1945 Jarek Podhorný a Sláva Moravec, Dívčí dvojku jeho žena Naďa Moravcová se Zorou Skalickou. Oba oddíly k sobě měly vždy blízko – tábořiště měly vždy vedle sebe a nezřídka i přes rok pořádaly společné výpravy. Samostatně fungovaly s několika přerušeními až do roku 2004, kdy došlo k jejich sloučení.

## Ivančena
Oddílová rada 30. oddílu Ostrava dne 6. 10. 1946 na památku Vládi Čermáka, Vládi Pacha, Milana Rottera, Quido Němce, Otto Kleina, kteří byli za odbojovou činnost zavražděni německými okupanty v dubnu 1945 v Cieszyně založila mohylu na Ivančeně a vztyčila tam dřevěný kříž. Mezi jejími kameny je údajně i kámen z Měsíce od kosmonauta Armstronga. Oddíl se na Ivančenu každý rok pravidelně vrací a rozšiřuje ji o další kameny, na její čelní straně má dokonce umístěnu bílou pamětní desku.